# Hippocamp
Hippocamp är en av Neptunus naturliga satelliter, och kretsar kring Neptunus på en tidsperiod som motsvarar ett jorddygn. Den upptäcktes den 1 juli 2013. Det reflekterade ljuset är så svagt att den inte hittades då Voyager 2 flög förbi 1989. Mark Showalter vid SETI Institute hittade satelliten då han analyserade arkiverade fotografier tagna av Hubbleteleskopet mellan åren 2004 och 2009.

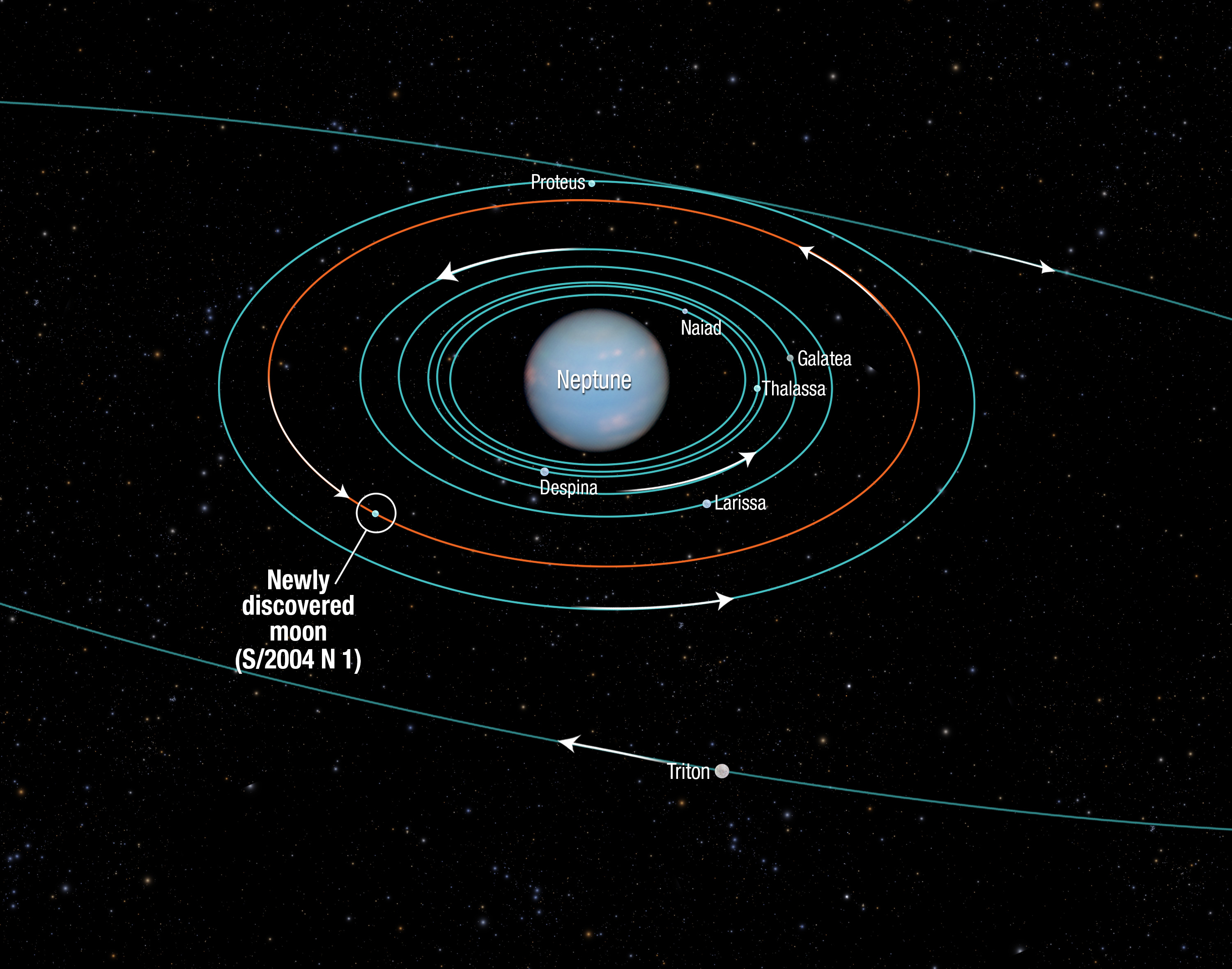
Sammanställning över Neptunus månar ut till Tritons omloppsbana; Hippocamps bana I rött.

## Namngivning
Månen fick först namnet "S/2004 N 1" som syftar på första året då data hämtades, inte upptäcktsåret.
I februari 2019 godkände astronomiska unionen namnet Hippocamp. Namnet kommer från Hippokampos, som är en mytologisk varelse i den grekiska mytologin och består framtill av en häst och baktill av en fisk. 

### Fotnoter
1. 1 2  Yeomans, D. K. ;Chamberlin, A. B. (15 juli 2013). ”Planetary Satellite Discovery Circumstances” (på engelska). JPL Solar System Dynamics web site. Jet Propulsion Lab. https://ssd.jpl.nasa.gov/?sat_discovery. Läst 17 november 2014.
2. 1 2 3 4  Kelly Beatty (15 juli 2013). ”Neptune's Newest Moon” (på engelska). Sky & Telescope. Arkiverad från originalet den 16 juli 2013. https://archive.is/20130716121048/http://www.skyandtelescope.com/news/Neptunes-Newest-Moon-215535121.html. Läst 17 november 2014.
3. ↑  Redaktörerna för Sky & Telescope. ”A Guide to Planetary Satellites” (på engelska). Sky & Telescope web site. Sky & Telescope. Arkiverad från originalet den 16 oktober 2013. https://web.archive.org/web/20131016023130/http://www.skyandtelescope.com/observing/objects/planets/A_Guide_to_Planetary_Satellites.html?page=4. Läst 17 november 2014.
4. ↑  ”Hubble Finds New Neptune Moon”. Space Telescope Science Institute. 15 juli 2013. http://hubblesite.org/newscenter/archive/releases/2013/30/full/. Läst 15 juli 2013.
5. ↑  ”Nasa's Hubble telescope discovers new Neptune moon”. BBC News. 15 juli 2013. http://www.bbc.co.uk/news/science-environment-23318301. Läst 16 juli 2013.
6. ↑  Mortillaro, Nicole. ”Scientists reveal Neptune's tiny new moon, Hippocamp”. https://www.cbc.ca/news/technology/neptune-moon-hippocamp-1.5025091. Läst 12 augusti 2025.